# 吉利斯 (加利福尼亞州)
吉利斯（英語：Gillis）是位於美國加利福尼亞州聖華金縣的一個非建制地區。

## 地理
吉利斯的座標為37°56′03″N 121°22′59″W / 37.93417°N 121.38306°W，而該地最高點為海拔高度-1米（即-3英尺）。